# عشق (فیلم ۱۹۷۱)
عشق (مجاری: Szerelem) فیلمی مجارستانی است که در سال ۱۹۷۱ منتشر شد.